# لورانس موت
لورانس موت (بالإنجليزية: Lawrence Mott)‏ (1881 - 1931)؛ روائي أمريكي. درس في جامعة هارفارد.